# Chip on board

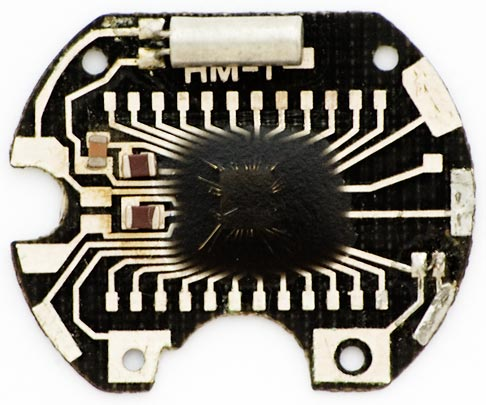
Il PCB di un orologio al quarzo. Il circuito integrato dell'orologio si trova sotto la vernice epossidica nera.

Chip on board (abbreviato COB, lett. "circuito integrato su scheda") è un metodo di produzione di circuiti stampati in cui i circuiti integrati (ad esempio microprocessori) sono collegati (cablati, legati direttamente) a un circuito stampato e ricoperti da una goccia di resina epossidica.
La tecnologia chip-on-board elimina l'uso di un package per i singoli dispositivi semiconduttori, consentendo di ottenere un prodotto finito meno costoso, più leggero e più compatto. In alcuni casi, la costruzione COB migliora il funzionamento dei sistemi a radiofrequenza riducendo l'induttanza e la capacità dei piedini dei circuiti integrati.

## Costruzione
Un wafer semiconduttore finito viene tagliato in die. Ogni matrice viene quindi legata fisicamente al PCB. Per collegare i terminali del circuito integrato (o di altri dispositivi a semiconduttore) alle tracce conduttive del circuito stampato si utilizzano tre metodi diversi.

### Flip chip

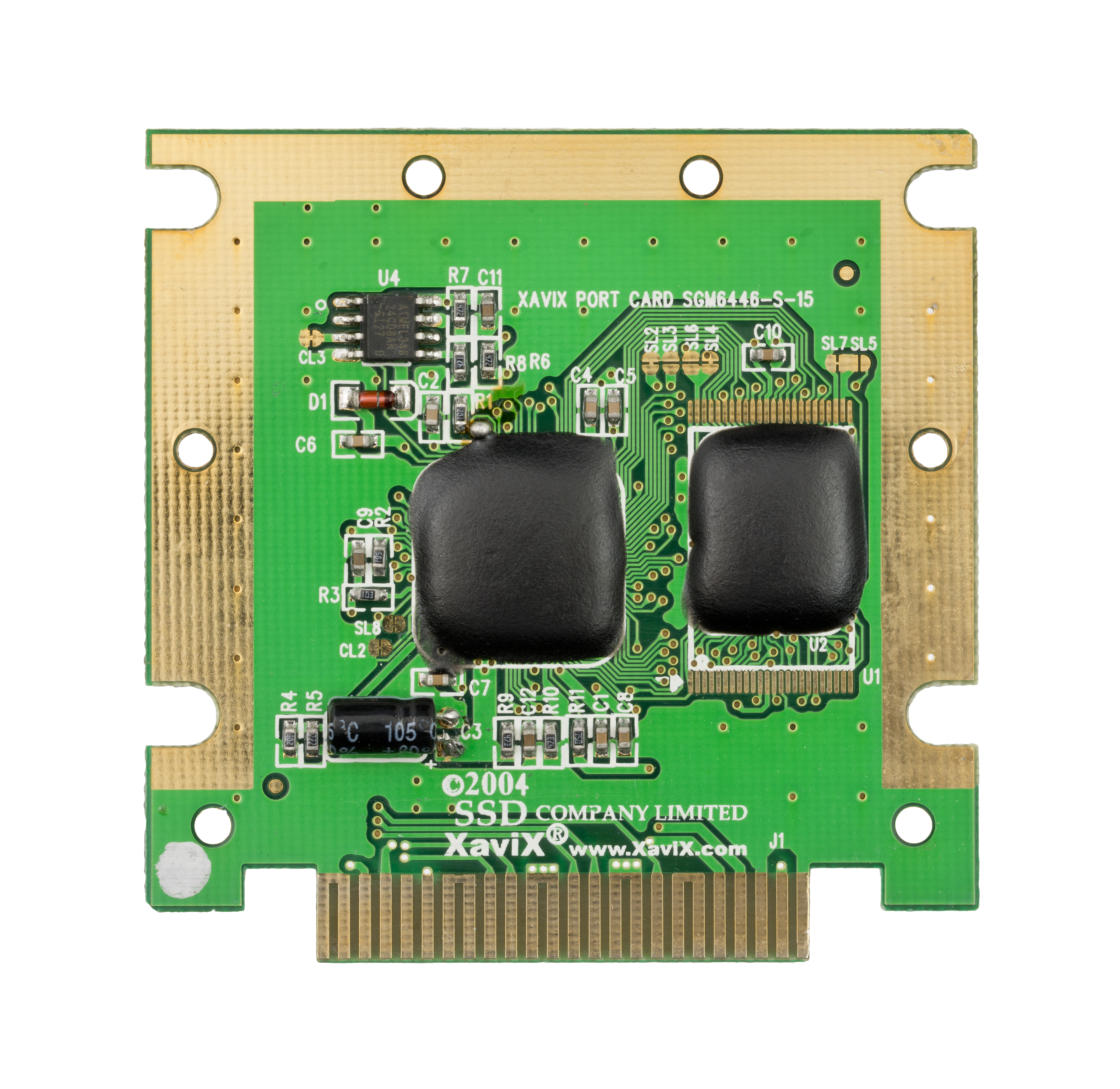
La scheda cartuccia per "Tennis" per la console Xavix / XaviXPORT. A differenza di altre console, il processore principale del sistema si trova sulle cartucce dei videogiochi.

Nel "flip chip on board", il dispositivo è invertito, con lo strato superiore di metallizzazione rivolto verso il circuito stampato. Piccole sfere di saldatura vengono posizionate sulle tracce del circuito stampato nei punti in cui sono necessarie le connessioni al chip. Il chip e la scheda vengono sottoposti a un processo di saldatura a riflusso per realizzare i collegamenti elettrici.

### Saldatura a filo
Nel "wire bonding", il chip viene attaccato alla scheda tramite un adesivo. Ogni piazzola del dispositivo è collegata tramite un sottile filo conduttore saldato alla piazzola e al circuito stampato. Questo è simile al modo in cui un circuito integrato è collegato al suo telaio principale, ma in questo caso, il die del chip è collegato tramite dei fili sottili direttamente alla scheda del circuito.

### Glob-top

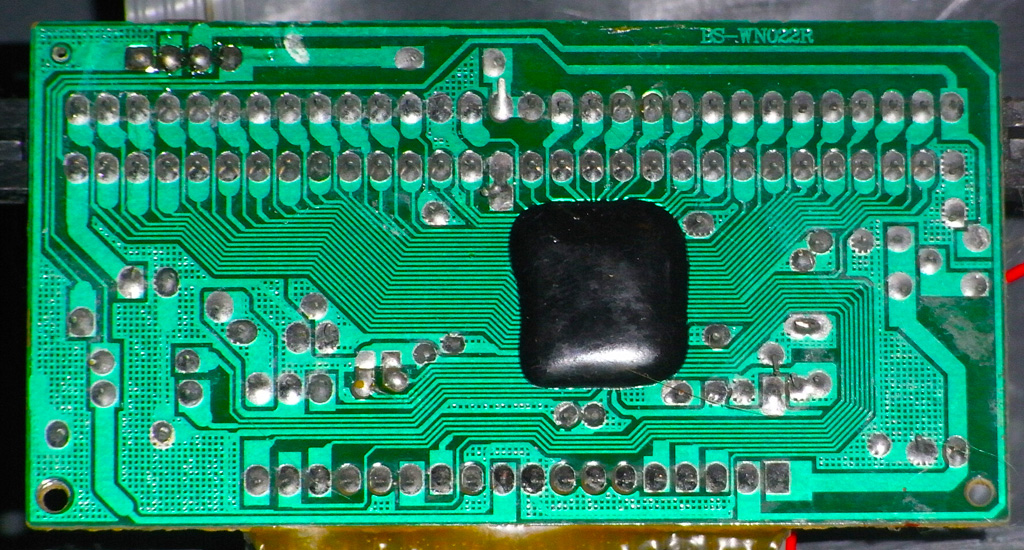
Un chip-on-board (COB) ricoperto di resina epossidica scura

Il "glob-top" è una variante del rivestimento conforme utilizzata nell’assemblaggio dei chip-on-board (COB). Consiste in una goccia di resina o epossidica appositamente formulata, depositata sopra il chip a semiconduttore e i suoi collegamenti a filo, con lo scopo di fornire supporto meccanico e proteggere da contaminanti, come i residui di impronte digitali, che potrebbero compromettere il funzionamento del circuito.
È impiegato soprattutto nei giocattoli elettronici e nei dispositivi di fascia bassa.

### Circuito flessibile
Nel "tape-automated bonding", sottili cavi piatti in nastro metallico vengono fissati ai pad del dispositivo semiconduttore, quindi saldati al circuito stampato.
In tutti i casi, il chip e le connessioni sono coperti con un incapsulante per ridurre l'ingresso di umidità o gas corrosivi nel chip, per proteggere i collegamenti dei fili o i cavi a nastro da danni fisici e per aiutare a dissipare il calore.
Il substrato del circuito stampato può essere assemblato nel prodotto finale, ad esempio come in una calcolatrice tascabile oppure, nel caso di un modulo multi-chip, il modulo può essere inserito in una presa o altrimenti collegato a un altro circuito stampato. La scheda di cablaggio del substrato può comprendere strati di dissipazione del calore nei punti in cui i dispositivi montati gestiscono una potenza significativa, come nel caso dell'illuminazione a LED o dei semiconduttori di potenza. Oppure il substrato potrebbe avere proprietà di bassa perdita richieste alle frequenze radio a microonde.

## Moduli LED COB

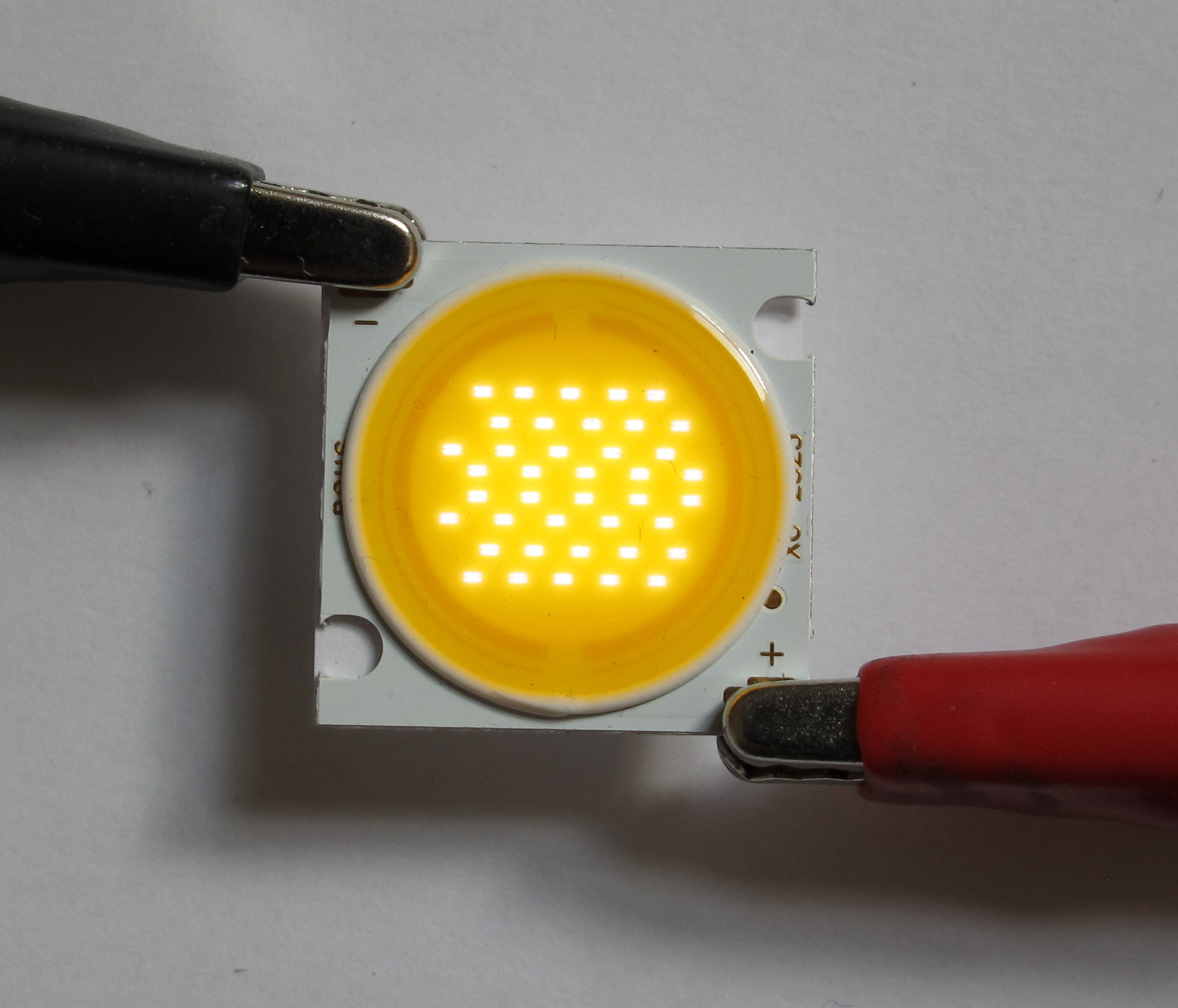
LED COB ad alta potenza alimentati a bassa corrente, pari al 5% della corrente massima. Sono visibili i singoli 40 LED di potenza blu sotto la superficie gialla

I LED COB contengono matrici di diodi ad emissione luminosa e hanno reso l'illuminazione a LED più efficiente I COB LED includono uno strato di silicone contenente fosforo Ce:YAG giallo che incapsula i LED e trasforma la luce blu dei LED in luce bianca. Il COB è solitamente costruito su un PCB in alluminio che fornisce una buona conduttività termica a un dissipatore di calore.